# 国际专业笔译和口译员协会
国际专业笔译和口译员协会（英語：International Association of Professional Translators and Interpreters，简称IAPTI）是一个设在阿根廷的国际笔译和口译专业协会。

## 历史
IAPTI总部设在阿根廷的布宜诺斯艾利斯，于2009年9月30日的圣叶理诺节成立。它是由专业语言调解员组成的小组，作为促进翻译和口译道德操守，并为讨论全球化的典型问题提供了一个论坛，如翻译业的众包、外包、差价和其他实践应用问题等等。 技术伦理问题对IAPTI很重要，比如将语言专业人士当作机器翻译文本的廉价校对者。
它由阿根廷同声翻译、北美西班牙语学院通讯会员、市场专家奥罗拉·胡马恩创立的。
IAPTI在布宜诺斯艾利斯申请注册为民间协会。它以“国际专业笔译和口译员协会”的名义进行的法律登记花了很长时间与阿根廷司法监察长办公室进行合作。 2017年2月23日，宣布司法监察长最终批准采购处为民间协会。
根据其章程，该协会由下列六名主席团成员组成的董事会领导和管理：主席、副主席、秘书长、财务主任、两名投票委员和两名候补投票委员组成。

## 活动、网络研讨会及出版物
国际专业笔译和口译员协会已在伦敦（2013年）、雅典（2014年）和波尔多（2015年）举办了四次国际会议，第四次会议于2017年4月在布宜诺斯艾利斯凯莱奇酒店举行，八年前协会即在此成立。
组织还向成员提供免费的网络研讨会和其他课程，以及数字出版物《IAPTImes》。

## 合作机构
2013年，IAPTI与AIIC、Red-t和FIT一道参与了2012年启动的公开信项目。 后来，国际重要联系组织、国际社区口译发展理事会和国际手语翻译协会（WASLI）也加入了这些活动。
他们发出了公开信，除其他外，讨论了若干问题:
- 向政府施加压力，确保在阿富汗服役的语言学家的长期安全[20]
- 请美国总统在与伊拉克和大叙利亚伊斯兰国交战之后与笔译和口译人员进行审议[21]
- 倡导联合国通过一项决议，宣布9月30日为国际翻译日[22]

### 私人支持
自2009年以来，来自几个国家的语言专业人士一直是国际专业笔译和口译员协会的积极成员，如口译员托尼·罗萨多（Tony Rosado），学者莫娜·贝克（Mona Baker）。此外，国际专业笔译和口译员协会关于翻译和口译人员言论自由的行动得到了新英格兰笔译员协会的支持。

## 荣誉会员
协会荣誉成员如下：
- 诺姆·乔姆斯基
- 莫娜·贝克[27]
- 巴伦廷·加西亚·耶夫拉（纪念）
- 塞尔焦·维亚焦
- 费尔南多·纳瓦罗[28]
- 苏珊娜·吉尔·莱文（英语：Suzanne Jill Levine）
- 里卡多·奇萨
- 露西尔·巴恩斯
- 马德琳·李
- 戴维·贝洛